# Natsilane
Natsilane (noʊtsaɪ'klɑːneɪ not-saï-klah-neï) est le héros humain du mythe de création de « Blackfish », la première orque.
C'est l'une des légendes des peuples Tlingits et Haïdas, autochtones d'Alaska, qui décrit la création de différentes espèces animales surnaturelles sur la côte nord-ouest américaine. Ces histoires proposent une vision des Hommes et des animaux vivant en harmonie, proche du temps du rêve de la culture aborigène d'Australie. Les animaux sont décrits comme des demi-dieux, et sont toujours cités avec des noms propres au singulier (par exemple « Raton Laveur » ou « Corbeau »). Il y a d'autres histoires similaires racontant comme le raton-laveur a eu ses anneaux sur la queue, ou pourquoi le cougar se cache dans la forêt.